# تل المنطح
تل المنطح هي قرية أردنية تقع الجهة الغربية الجنوبية لمحافظة البلقاء حيث تبعد القرية عن مركز المحافظة حوالي"35"كم وهي تابعة إداريا للواء دير علا. اما بالنسبة للمواقع الخدماتية للقرية فهي موجودة في قرية عطوف والتي تبعد حوالي 2كم عن القرية.